# 大不況 (1873年-1896年)
大不況（だいふきょう）とは、1873年から1896年にわたる世界的な構造不況（英語: Great Depression）である。これはイギリス経済史での捉え方である。アメリカでは、景気循環の局面として考える。また、イギリスより長い時期を切り取る。つまり、1890年代の景気後退と暗黒の木曜日をきっかけとする1930年代末までの不況（英語: Long Depression）である。アメリカでは世界恐慌が大不況の終盤である。

## 歴史
大不況は1873年恐慌に始まる。1873年恐慌そのものは原因が多様であるが、以後の大不況にまで関わる要因は限られる。

### 第3回国際貨幣会議まで
大不況の原因は広範な産業分野における生産力の向上である。特に銀の増産と価格の下落である。増産は、新鉱山の発見および電解精錬の成果である。鉱山は従来から探索が続いていた。鉱床に関しては独仏資本の入り乱れたロレーヌ等を例に浚渫技術が向上した。これと先の電解精錬こそ技術革新として画期性を認めるべき点である。絶対量の増え続ける雑多な鉱石から銀を得られるようになった。やがて金銀比価は大昔のアイザック・ニュートンも想像できなかったであろうほどに開いていった。しかし、価格差が著しくなるのは1891年から数年である。ドイツ＝オーストリア電信連合ができて20年も経つころには、その兆しが早くも察知された。
そこではじめにドイツ帝国は、普仏戦争で獲得した50億フランの賠償金を使ってロンドン市場等から金塊を調達した。そして1871年7月の鋳造法と1873年の鋳貨法で金本位制を採用した。1872年12月にデンマークも、1873年にスウェーデンも、金本位制を採用して、スカンディナヴィア通貨同盟を結んだ。1875年ノルウェーも参加した。同年オランダが、1877年フィンランドが、それぞれ金本位制を採った。フランスもパリ・コミューンをドイツと鎮圧してから、戦後復興のためにモルガン資本を注入されて、事実上は1873年から、正式には1878年から、金本位制となっていた。海の向こうでアメリカも1873年の貨幣法により金本位制をとった。
金本位制の流行が意味するところはドイツの動きに垣間見ることができる。1873年時点で、回収を必要とする旧銀貨はおよそ15億3千万マルクであった。このうち新たな補助銀貨の鋳造に4億5千万マルクを要したので、差し引き10億8千万マルクの銀貨を鋳潰して売却することになっていた。売却予定分は重量にしておよそ6千トンであり、当時の世界における年間銀産出高の3倍であった。
このような大量売却見込みは、鉱山で産出した銀の売上げ単価を下落させる。南米では事業が縮小した。百万ポンド単位のイギリス海外投資額において、1872年21.4であったのが翌年に8.0となった。1877年には0.6となった。ヨーロッパに対しても同様である。1872年に34.9であったのが翌年25.4となった。1877年には3.7となった。北米に対しては1872年・1873年・1877年の順で、30.8・26.8・4.3であった。結果として、1873年にはオーストリア＝ハンガリー帝国が資金の引き上げに遭い、同年11月7日イングランド銀行は公定歩合を9％に引き上げた。また、それまで緩やかであった銀価格の下落が1876年だけ一段階段を踏み外したようになった。
1875年から1880年にかけてアメリカの総輸出額は4億ドルも飛躍した。理由は製粉技術の向上や過剰な鉄道建設ラッシュが直接的なものとして挙がる。しかし、電話の発明も流通には関係する。ともかく1879年から1881年にかけてアメリカのヨーロッパ向け穀物輸出が急激に増え、その支払のためにヨーロッパから金が流出した。フランス銀行の金準備は危機的水準に落ち込んだ。そしてフランスへはラテン通貨同盟諸国の減価した銀が大量に流入した。フランス銀行は政府に複本位制復帰を要請した。ライヒスバンクも金が出て銀が余るようになっていた。そこで1881年、第3回国際貨幣会議がフランスとアメリカの共同提唱で開催された。イギリス・ドイツは金本位制にこだわり、フランスとアメリカは国際複本位制協定を主張し、会議は物別れに終わった。金に余裕があるかに見えるアメリカは、1874年インフレーション法を制定していた。これは、マネーサプライに新たな政府紙幣を供給することで、物価の下落を防ぐことを目的としていた。実業界からの圧力に押されて、ユリシーズ・グラント大統領はこの法案に対し拒否権を行使した。1878年、議会はラザフォード・ヘイズ大統領の拒否権を覆して、銀購入法（ブランド・アリソン法）を制定し、低金利の資金を供給することに成功した。ヨーロッパ各国は金を新たに獲得するためアフリカ分割に精を出すようになった。また、金の流出を防ぐために金利が操作された。イングランド銀行の大不況における公定歩合は1873年恐慌のときを別にすれば、中央銀行となったときからオーバーレンド・ガーニー恐慌が起こるまでと比べて低い水準に落ち着いている。しかし、このイングランド銀行だけでなくライヒスバンクとフランス銀行も、公定歩合は各行膝元の市場利子率より常に高く据えていた。さらに大不況中のGDPデフレーターが負の値であったので、公定歩合はデフレーターの絶対値を加えることで実質金利が高めであったことが分かる。
1882年のパリ証券取引所での株価暴落によって、フランスは恐慌に突入し、「19世紀のどの国よりも長くそして深い痛手をフランスに与えた」と言われている。フランスのユニオン・ジェネラル銀行が1882年に破綻してしまい、フランスはイングランド銀行から300万ポンドを引き出すこととなり、またこのときフランスの証券取引所では株価が崩壊した。フランスの国民純生産(NNP)は、1882年から1892年にかけて10年間にわたり減少し続けた。

### 1891年からの世界
余剰資本が生産制限に我慢できなくなって、1887年から鉱山が再び開発された。百万ポンド単位のイギリス海外投資額は、各地域に対して1885年から1891年までの各年におき次のような値となった。ヨーロッパでは3.4・5.0・12.9・10.1・11.2・12.3・5.0であった。北米では14.1・14.0・23.9・37.2・37.2・52.8・18.7であった。南米では7.1・19.3・18.9・40.3・40.2・23.3・9.4であった。アフリカへの投資はまだ本格化していない（4.7・2.5・1.5・4.2・8.9・4.6・6.6）。ネバダ州・コロラド州・アイダホ州が銀鉱山を抱えるアメリカでは1890年にシャーマン銀購入法が成立した。しかし南北アメリカの開発により、1891年から金銀比価が異常に開きだした。その勢いは1893年恐慌が起こるまで止まらなかった。その後も銀の下落傾向が続いて、1900年にアメリカは立法により金本位制を再確認した。
中央銀行を頂点とする間接金融は全体的に鈍化した。そこでは直接金融が代替手段となる。社債特にロンドン証券取引所で発行する外債である。外債発行の幹事・窓口となる銀行が、資金を必要とする企業の将来を支配した。株式は、それを引受ける側が独占体制を構築するのにも使われた。ライヒスバンク（高）とイングランド銀行（低）の割引率格差が、ドイツに短期資本を呼び込んだ。資本支配には各国内部の人脈（家系・監査役兼任・技術提携その他あらゆる関係）が影響して、カルテル・トラスト・コンツェルンだけにとどまらない多様なバリエーションが展開した（ドイツ帝国#経済を参照）。ベッセマー転炉等の過剰な設備投資が行われ、急激な合理化により生産力も過剰となった。こうして将来の戦間期に国際カルテルを結ぶ大企業が生まれていった。ヨーロッパの中で資金と雇用を求めるとき、そうしたコングロマリットに頼る以外の道が閉ざされていった。
一方でアジア各国は、鉱業の合理化が遅れて、金を退蔵したまま銀本位制にとどまり、貿易銀の流通を長く許した。要するに、鋳貨全体における競争で負けていた。それで国内金融制度は整備が遅れた。金利は高止まりした。金本位制の採用は、日本の場合1897年の貨幣法を待たねばならなかった。そこへオリエンタル・バンクなどの外国銀行で銀価格下落による会計上の損失が生じた。もっとも、香港上海銀行は金と銀を別々に会計処理したので被害を免れた。こうしてイギリスでは夥しい銀行が淘汰され、個人銀行の場合1875年の236行から1900年81行にまで減じた。これにともないアジア各国および産業の資金調達元は限られてきた。資金の募集は欧州各国および産業と競合した。
金が基軸通貨となり、金を知る者・持てる者へ資金需要が殺到した。半世紀後のブレトンウッズ体制がドル不足を露呈したように、大不況では金属としての金が不足した。海底ケーブルによりグローバル経済が進展して、金という決済手段の流動性を極度に高めた結果、その他の金融資産およびモノとサービスが流動性と交換性を失った。
世界の主要貿易国で次々と成立した保護貿易主義政策の結果、1870年から1890年の間、国際商船取引は全く成長しなかった。保護貿易主義には景気を好転させる働きはなく、不況が長期化する一因となった。それ以前の関税戦争前の好況期には、商船取引量は総トン数でおよそ2倍に成長していた。唯一英国とオランダだけは、低い関税率のまま維持していた。1890年からドイツの輸出環境が悪くなりだした。マッキンレー関税法が対米輸出の障害となったのである。さらに1892年、アドルフ・ティエールの保護貿易主義をうけて過酷なメリーネ関税がフランスで設定された。ユンカーがオットー・フォン・ビスマルクをして採用させた1879年の保護関税は、もはや頼りにならなくなった。金本位制を再確認した1900年前後に集中して、アメリカでは膨大な件数・企業数・資本額の吸収合併が相次いだ。イギリスでの吸収合併はさほどでもなかった。オール・レッド・ラインと海運アライアンスの貢献は大きい。このようなイギリスはボーア戦争をきっかけに公債等の形でアフリカへの投資を本格化させた（1903年がピークで資本輸出額が4240万ポンド）。メリーネ関税を設けたフランスは、イタリアを相手に1887年以降10年にわたる関税戦争を経験していた。フランスはイタリアへの最大の投資国であるため、イタリア国内のフランス資産が清算されたことで特に損失が大きかった。フランスは露仏同盟を背景にロシアへも巨額の資本を輸出した。ロシアでは3回の不況が発生し、経済が製造業へ集中し、不況の発生した時期も近く、これらの不況の合間には景気回復の期間があった。

## 各国の経済成長率と国民総生産
1870年から1890年にかけて、主要な粗鋼生産国五ヶ国の粗鋼生産高は、1,100万トンが2,300万トンへと2倍以上に伸び、また鉄鋼生産高は50万トンから1,100万トンへと20倍に伸びた。鉄道整備事業も活況を呈した。しかし、同じ時期に、いくつかの市場においては市場価格が総崩れとなった。1894年の穀物価格は1867年の水準に比べて三分の一まで下落し、綿の価格は1872年から1877年までの5年間で半値まで下がった。この価格下落によって農業従事者は大きな打撃を被った。この価格崩壊によって、多くの国（例えばフランス、ドイツ、米国など）において保護貿易主義政策が採られるようになった。また、イタリア、スペイン、オーストリア・ハンガリー帝国、ロシア、スウェーデンなどからの大規模な移民流入も誘発することとなった。同様に、鉄の生産高が1870年代から1890年代にかけて2倍になった一方で、鉄の価格は半値まで下がった。
|              | 1850s-1873 | 1873-1890 | 1890-1913 |
| ------------ | ---------- | --------- | --------- |
| ドイツ       | 4.3        | 2.9       | 4.1       |
| イギリス     | 3.0        | 1.7       | 2.0       |
| アメリカ     | 6.2        | 4.7       | 5.3       |
| フランス     | 1.7        | 1.3       | 2.5       |
| イタリア     |            | 0.9       | 3.0       |
| スウェーデン |            | 3.1       | 3.5       |

|                          | 1830 | 1840 | 1850 | 1860 | 1870 | 1880 | 1890 |
| ------------------------ | ---- | ---- | ---- | ---- | ---- | ---- | ---- |
| ロシア                   | 10.5 | 11.2 | 12.7 | 14.4 | 22.9 | 23.2 | 21.1 |
| フランス                 | 8.5  | 10.3 | 11.8 | 13.3 | 16.8 | 17.3 | 19.7 |
| イギリス                 | 8.2  | 10.4 | 12.5 | 16.0 | 19.6 | 23.5 | 29.4 |
| ドイツ                   | 7.2  | 8.3  | 10.3 | 12.7 | 16.6 | 19.9 | 26.4 |
| オーストリア＝ハンガリー | 7.2  | 8.3  | 9.1  | 9.9  | 11.3 | 12.2 | 15.3 |
| イタリア                 | 5.5  | 5.9  | 6.6  | 7.4  | 8.2  | 8.7  | 9.4  |

## アメリカ合衆国
| 産業   | % 生産量の減少率 |
| ------ | ---------------- |
| 耐久財 | 30%              |
| 鉄鋼   | 45%              |
| 建設   | 30%              |
| 全体   | 10%              |

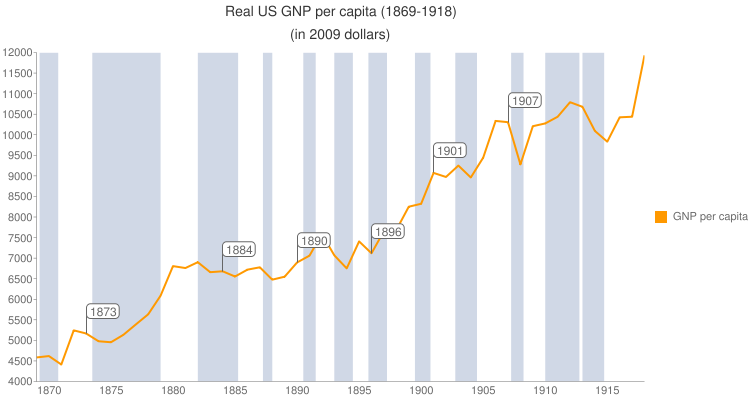
米国における1人当たり名目GDP、実質GDPの推移（1869年~1918年）

米国では南北戦争後の短期的な戦後不況（1865年～1867年）の後、投資ブームが発生した。この投資は、主に米国外の投資家によるもので、とりわけ米国西部の公有地への鉄道敷設に対して投資が集中した。このときベクテル等が敷設の報酬として公有地を譲り受けた。

### グラントの任期
大不況は1873年恐慌を引き金として発生した。全米経済研究所では、パニックにひき続いて発生した不況は1873年の10月から始まり、1879年の3月まで続いたとしている。同研究所の定義に拠れば、65ヶ月間というのは史上最長の不況であり、世界大恐慌の時の43ヶ月間を上回っている。ミルトン・フリードマンとアンナ・シュワルツの図が示すように、国民純生産は1869年から1879年にかけて年平均3%増加し、実質国民総生産は同じ時期に年平均6.8%増加した。しかし、1869年から1879年の間、米国の人口は17.5%以上も増加しており、一人当たりの国民純生産の増加は人口増加率よりも低かった。1879年の出来事の後、米国経済は依然として不安定なままであり、1901年1月までの253ヶ月のうち114ヶ月間は不況であった。
物価の劇的な変化が、名目賃金を押し下げた。米国では、名目賃金は1870年代に四分の一減少し、ペンシルベニア州などの一部の地域では半分まで落ち込んだ。実質賃金は米国南北戦争の後も力強く伸びており、1865年から1873年にかけて25%増加したものの、1880年代までに実質賃金の増加は伸び悩み、実質成長はなくなった。再び実質賃金が増加するのは1880年代末のことである。綿花の価格崩壊は、既に戦争によって疲弊した米国南部の経済を更に壊滅させた。農産物価格は劇的に下がったものの、米国の農業生産高は増大し続けた。
米国企業の多くが倒産し、10億ドル以上の負債が債務不履行に陥った。ニューヨークの労働者4人に一人が、1873年から1873年の冬の間失業しており、国全体では100万人が新たに失業した。
最も生産が減少したセクターは、製造業、建設業、そして鉄道事業であった。鉄道は危機以前は長年にわたって驚異的な成長のエンジンとなっており、1867年から1873年にかけて鉄道の敷設距離は50%増加した。危機の前の数年間は、米国の設備投資の20%が鉄道に投下されていたが、この鉄道事業の拡大も1873年には劇的に幕を閉じた。1873年から1878年にかけて、米国の鉄道敷設距離はほとんどと言って良いほど増加しなかった。アメリカは最初の全国的な1877年の鉄道大ストライキに耐えた。
フリードマン貯蓄銀行は、経済危機の典型的な犠牲者だった。南北戦争の後の1865年に公認されたフリードマン貯蓄銀行は、米国で新たに解放された解放奴隷（フリードマン）の経済的福祉を支援するために設立された。1870年代初頭に、フリードマン貯蓄銀行は投機ブームに手を染め、不動産や鉄道への無担保融資に投資した。この投資が1874年に失敗し、アフリカ系アメリカ人にとっては手痛い打撃となった。
不況によって、ユリシーズ・グラント大統領は痛烈な政治的犠牲を払うこととなった。歴史家のアラン・ネビンスは、グラントの大統領生命の終わりだと述べている。
いくつもの政権が経済の低迷により退陣を余儀なくされたが、グラント大統領の退陣ほど国内において無能で不名誉なものはなかった。グラント大統領は政策も打ち出せず、大衆の人気もなかった。大統領は改革派や捜査当局の砲火を浴びて、やむを得ず内閣再編を行なった。新内閣の半数は全くの未経験者で構成されており、また数人は疑惑の渦中の人物、一人は不祥事を起こした。その結果、省庁の職員の大半はやる気をなくした。党は、暗黙に次の政権は現政権とは全く異なるものになると訴えて、有権者に投票してくれるよう求めた。その年は、この100年で最も深刻な経済恐慌の年であり、国はほとんど指導者不在の状態となった。

### 以後の回復と後退
1878年に景気は回復し始めた。鉄道の敷設距離は1878年の2,665マイル(4289km)から1882年の11,568マイルへと伸びた。1879年までに建設業の景気も回復し、1878年から1883年の間に、建築許可数は2.5倍に増え、入国する移民数が多かったにも関わらず、失業率は2.5%も低下した。全米経済分析局によれば、米国では1879年3月まで不況が続いたとしている。1879年の1月、米国は南北戦争の時に一旦離脱していた金本位制に復帰した。エコノミストのレンディグス・フェルスによると、金本位制によってデフレーションは底打ちし、また1879年の農作物の生産高が特に好調だったことも受けて、景気が回復し始めた。現代になって行われた再調査では、単一の不況が1873年から1896年（もしくは1897年）まで続いたという見方は大方支持されていない。実際、1869年から1879年にかけて、米国経済は実質国民総生産（NNP）で6.8%、一人当たりの実質国移民総生産で4.5%の成長を遂げていた。実質賃金は1869年から1879年にかけて上昇しなかったが、名目賃金は23%上昇し、物価は4.2%低下した。
しかし、この景気回復は長くは続かなかった。企業の利益は1882年から1884年の間に急激に低下した（英国百万ポンド単位投資額推移北米向け28.6・16.6・15.1）。鉄道建設事業の景気は再び悪くなり、一年あたりの鉄道敷設距離は1882年の11,569マイル(18,619km)から、1885年の2,866マイル(4,612km)まで減少した。鉄道線路の価格は1880年の1トンあたり71ドルが、1884年には1トンあたり20ドルまで下落した。製造業は再び停滞した--耐久消費財の生産は再び25%減少した。1884年の別の経済危機（これは複数のニューヨーク銀行が倒産したことによるもの）により、さらなる価格下落が生じた。それと同時に、1883年から1884年にかけて、米国が金本位制を廃止しようと準備しているとの恐れを抱いた海外投資家が、所有する数千万ドル相当の米国証券を売り払った。この経済危機は11行ものニューヨーク銀行、100行以上の州立銀行を破綻に追い込み、少なくとも3,200万ドルの借金が債務不履行に陥った。失業率は、二つの不況の間のつかの間の好景気の時には2.5%程度だったが、1884年から1885年にかけて7.5%まで急上昇した。労働市場が悪化したことで移民の数が減少したにもかかわらず、米国北東部では失業率は13%にも上った。
2番目の不況によって、農産物価格はさらに低下した。カンザス州の農家は、1885年には自らトウモロコシを燃やしてしまった。というのも、当時はトウモロコシの方が石炭や木材などの他の燃料よりも価値が低かったからである。1885年に経済は再び回復し始めた。
この節は今のところ、合衆国に着目した場合に最も重要な1900年前後の説明を欠いている。合衆国の大不況は世界恐慌へ続いている。